# Geodia vaubani
Geodia vaubani är en svampdjursart som beskrevs av Claude Lévi 1983. Geodia vaubani ingår i släktet Geodia och familjen Geodiidae.
Artens utbredningsområde är havet kring Nya Kaledonien. Inga underarter finns listade i Catalogue of Life.